# Kostel svatého Kříže (Sněžné)
Kostel svatého Kříže je římskokatolický kostel ve Sněžném. Je chráněn jako kulturní památka České republiky.

## Dějiny
Na místě dnešního katolického kostela dříve stávala kaple zasvěcená sv. Kateřině. Kapli sv. Kateřiny roku 1753-1755 přestavěli na kostel v barokních formách. 
Nedávno proběhla oprava kostela. V kostele je nyní nová sakristie, předsíň a v celém kostele nová výmalba.

## Interiér kostela
První co na hlavním oltáři zaujme, je velký kříž s Ježíšem Kristem. U kříže stojí Panna Maria a sv. Jan. Panna Maria byla matka Ježíše a sv. Jan byl jeho učedník. U kříže stojí proto, že když Pán Ježíš na kříži umíral, stáli u něho právě sv. Jan a Panna Maria. 
Na kůru jsou varhany ze 17. století, které se stále používají. 

## Exteriér kostela
Na fasádě kostela zaujme průčelí na kterých stojí sochy sv. Josefa (vlevo) a (vpravo) sv. Jana Nepomuckého od sochaře Jana Adama Nesmanna. Štít zdobí kalusové okno zakončené kovaným křížem. Střechy byly původně pokryty šindelem a věž neměla hodiny.